# Po Toi

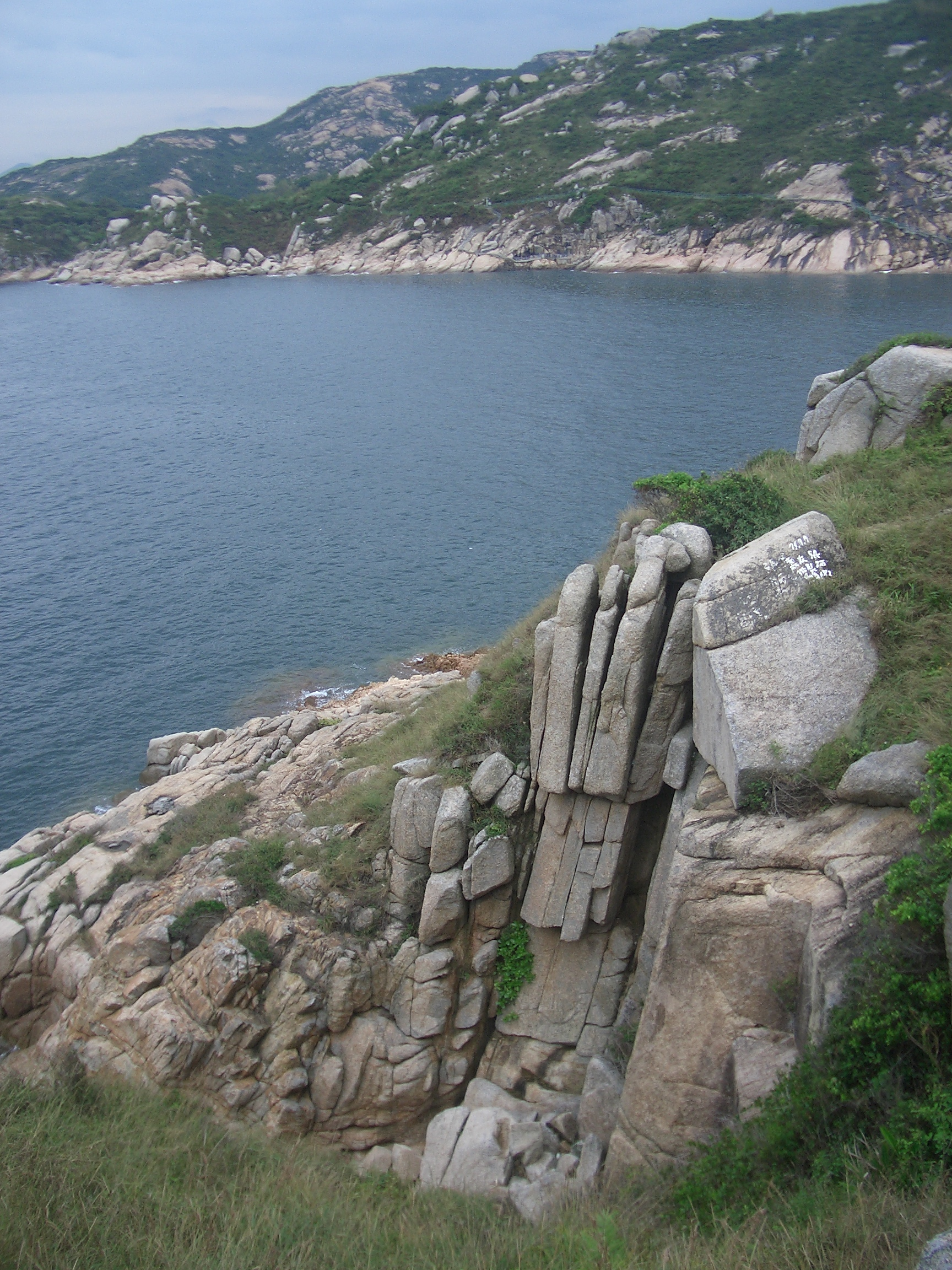
Palm Cliff (佛手巖) ressemble à la forme d'une main humaine

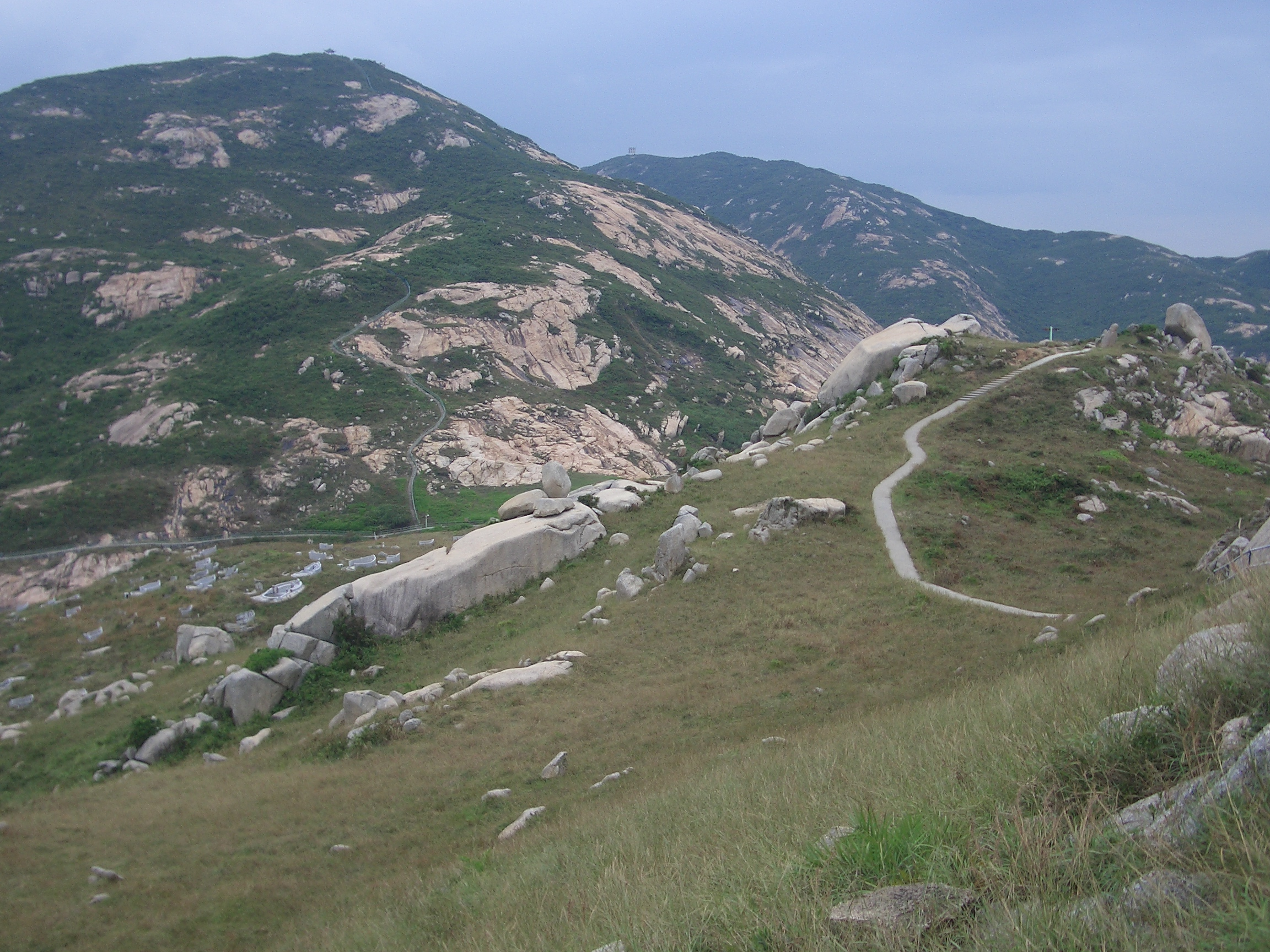
Formation rocheuse d'une tortue gravissant la montagne (靈龜上山)

Po Toi (chinois traditionnel: 蒲台島 ; anciennement: 蒲苔島) est la principale île des îles Po Toi et la plus méridionale des îles de Hong Kong comportant une superficie de 3,69 km². 

## Nom
On dit que les activités humaines sur l'île se spécialisait dans la production de varechs (苔), qui furent modelés comme les coussins massettes-quenouilles (蒲團) utilisés par les moines pour s'asseoir. C'est la raison pour laquelle l'île s'appelait à l'origine "Pou Toi Dou" (蒲苔島), le nom commun actuel étant un changement linguistique. Une autre explication indique que Po Toi ressemble à une plate-forme flottante (浮台) lorsqu'elle est vue à une certaine distance sur la mer. Le caractère "蒲" signifie "flotter" dans le dialecte local, donnant ainsi à l'île son nom. 

## Histoire
L'île comptait au maximum environ 1 000 habitants, dont l'activité économique se tournait principalement sur la pêche, l'agriculture et la récolte des algues. La population vivait principalement dans deux villages, Chang Shek Pai (長 石) et Shan Liu (山寮), mais elle diminua fortement au cours des dernières décennies en raison de l'exode rural des jeunes générations vers les villes. 

## Attractions touristiques
Po Toi est célèbre pour ses formations rocheuses, telles que le Bouddha Hand Rock ou Palm Cliff (佛手巖), le Coffin Rock (棺材石), Tortoise Climbimg up the Mountain (靈龜上山) et le Supine Monk (僧人 石). 
Il existe d'anciennes sculptures rupestres qui remonteraient à l'âge du bronze (environ 1500–700 av. J.-C.). Elles furent découvertes dans les années 1960 et classées comme monuments déclarés de Hong Kong depuis 1979,. Il est possible de les voir sur un embranchement du sentier reliant le port principal (Tai Wan) au phare. 
Un temple de Tin Hau est situé sur Po Toi, face à la baie de Tai Wan (大灣). Bien qu'il n'existe pas d'archive sur sa date de construction, des documents révèlent que le temple fut rénové en 1893.  
Mo's Old House ou le «Manoir abandonné de la famille Mo» (巫氏廢宅), communément appelée la «Maison hantée» est un lieu populaire d’"aventure" pour les jeunes visiteurs. Le manoir fut construit dans les années 1930 à Chang Shek Pai, puis tomba en ruine. 
Un phare est présent sur l'île. 

## Transport
L'île est accessible par kai-to ou taxi maritime. Tsui Wah Ferry propose des services de ferry réguliers reliant l'île de Po Toi à Aberdeen et Stanley,. 

## Littérature
L'apogée du roman de John Le Carré, The Honorable Schoolboy (le deuxième de la "trilogie Karla", mettant en vedette George Smiley) se déroule à Po Toi. 